# Neutrodiaptomus okadai
Neutrodiaptomus okadai is een eenoogkreeftjessoort uit de familie van de Diaptomidae. De wetenschappelijke naam van de soort is voor het eerst geldig gepubliceerd in 1934 door Horasawa.